# Direct Downloads
Der Begriff Direct Downloads (DDL) kennzeichnet Links für das direkte Herunterladen (Download) von Dateien (im Gegensatz zum Filesharing) und wird häufig auf Warez-Seiten verwendet.
Durchgesetzt haben sich hier meist werbefinanzierte Sharehoster wie ehemals RapidShare oder Megaupload, die auf ihren Servern kostenlosen Speicherplatz zur Verfügung stellen. Dort werden Dateien von unterschiedlichen, meist anonymen Nutzern bereitgestellt. Einige erfolgreiche Hoster schaffen es, sich nicht durch Werbung, sondern ausschließlich durch Einnahmen aus sogenannten Premiumaccounts zu finanzieren.
Der Download kann über einfache HTTP- oder FTP-Server erfolgen. Häufig werden Download-Manager wie jDownloader oder CryptLoad verwendet, um den durch Sharehoster eingeschränkten Komfort zu kompensieren und die Downloads weitestgehend automatisiert zu steuern.